# Parvospeonomus canyellesi
Parvospeonomus canyellesi es una especie de escarabajo del género Parvospeonomus, familia Leiodidae. Fue descrita por Lagar en 1974.

## Distribución
Se encuentra en España.